# Марко Стаменич
Марко Стаменич (англ. Marko Stamenic, нар. 19 лютого 2002, Веллінгтон, Нова Зеландія) — новозеландський футболіст сербського походження, центральний півзахисник данського клуба «Копенгаген» та національної збірної Нової Зеландії.

## Ігрова кар'єра

### Клубна
Марко Стаменич починав займатися футболом у спортивній школі у місті Поріруа. Виступав за клуб цієї академії «Вестерн Субурбз» у Другому дивізіоні чемпіонату Нової Зеландії. У 2018 році разом з клубом дістався до фіналу національного Кубка.
У жовтні 2019 року Стаменич перейшов до клубу Вищого дивізіону «Тім Веллінгтон». Після вдалого виступу у 2019 році на юнацькому чемпіонаті світу Стаменич своєю грою зацікавив данський клуб «Копенгаген», куди відправився на перегляд у березні 2020 року. Та через пандемію коронавірусу, змушений був повернутися до Нової Зеландії. Та данський клуб зберіг свою зацікавленість в послугах футболіста і восени 2020 року Стаменич підписав з клубом контракт. 23 листопада 2020 року Стаменич зіграв першу гру у данській Суперлізі.
Один сезон футболіст провів в оренді у клубі Першої ліги ХБ «Кеге».

### Збірна
У складі юнацької збірно Нової Зеландії (U-17) марко Стаменич брав участь у чемпіонаті Океанії у 2018 році. У 2019 році зіграв всі три поєдинки групового турніру на юнацькому чемпіонаті світу, де його команда посіла третє місце в групі.
9 жовтня 2021 року у товариському матчі проти команди Кюрасао Стаменич дебютував у національній збірній Нової Зеландії.

## Особисте життя
Марко Стаменич народився в Новій Зеландії. Має сербське та самоанське походження. 

## Титули і досягнення
- Чемпіон Данії (1):

«Копенгаген»: 2022-23
- Володар Кубка Данії (1):

«Копенгаген»: 2022-23
- Чемпіон Сербії (1):

«Црвена Звезда»: 2023–24
- Володар Кубка Сербії (1):

«Црвена Звезда»: 2023–24
- Чемпіон Греції (1):

«Олімпіакос»: 2024–25
- Володар Кубка Греції (1):

«Олімпіакос»: 2024–25